# Килингут-тарханы
Килингут-тарханы (монг. дархан хилангут, дархан хилингут) — ветвь килингутов, одного из племён средневековых коренных монголов.

## Этимология
В переводе «Сборника летописей» Л. А. Хетагурова название отражёно в форме килингут-тархан. В монгольском переводе Ц. Сүрэнхорлоо этноним килингут отражён в формах хилингут и хилангут, термин тархан — в монгольской форме дархан. Собственно килингут-тарханы названы им дархан хилангут. В английском переводе У. М. Такстона название отражено в форме killungghut tarkhan.
Килингуты были также известны как уряут-килингуты, т. к. были ветвью племени уряут. Согласно Рашид ад-Дину, название племени происходит от имени предка Уряут-Килингута. «Так как он был кос, то стал называться этим именем».
Термин тархан (монг. дархан) означает человека, «которому прощаются девятикратные преступления, который освобождается от несения повинностей и пользуется правом свободного входа к хану». Согласно Б. Я. Владимирцову, древнемонгольские боголы (слуги), вассалы и прислужники могли быть отпускаемы на свободу, т. е. тогда прекращалась связь между нойоном и боголом.

## История

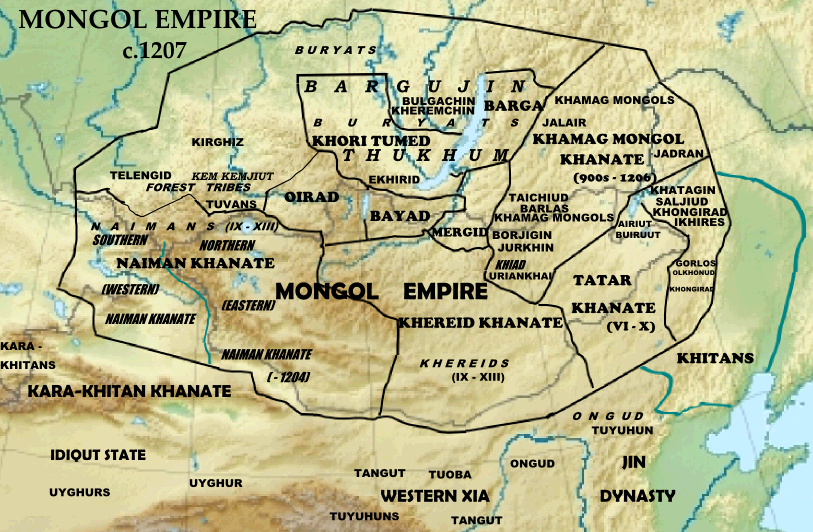
Монгольская империя в 1207 г.

Килингуты упоминаются в числе племён дарлекин-монголов. Согласно «Сборнику летописей», дарлекины состояли из следующих родов: нукуз, урянкат, кунгират, икирас, олкунут, куралас, элджигин, кункулают, ортаут, конкотан, арулат, килингут, кунджин, ушин, сулдус, илдуркин, баяут и кингит.
Килингуты наряду с родами конкотан и арулат были ответвлениями племени уряут (ортаут).

### Уряуты
Этноним уряут в «Сокровенном сказании монголов» отражён в форме оронар. Согласно «Сокровенному сказанию монголов», оронары являются потомками Алан-гоа и ветвью племени борджигин, которых принято относить к нирун-монголам. При этом Рашид ад-Дином такие племена, как уряуты (ортауты), килингуты и кунджины включены в состав дарлекин-монголов, так же как и родственные им племена хонхотанов и арулатов.
В «Сборнике летописей» упоминаются три ветви племени уряут: конкотан, арулат и уряут-килинкут. «Эти названия сначала были именами трех братьев; от каждого [из них] пошла одна ветвь, и род [уруг] их стал многочисленным, образовав отдельные племена, из коих каждое получило прозвание и имя по имени того человека, от которого оно вело свое происхождение».
Первый сын Конкотан. Значение этого слова — «большеносый». Второй сын — Арулат. «Это слово значит, что этот человек был нежен к отцу и к матери». Третий сын — Уряут-Килингут. «Так как он был кос, то стал называться этим именем».

### Килингут-тарханы
По сведениям Рашид ад-Дина, все племена и ветви килингутов происходили от рода Уряут-Килингута. Килингуты были многочисленны. В составе килингутов упоминаются две ветви: килингут-тархан и курчин (кунджин).
Килингут-тарханами названы Бадай и Кышлык. Чингисхан даровал им титул тархана (дархана). Дети Бадая также были удостоены титула тархан: Тархан-Хорезми и Садак-тархан. Потомок Кышлыка Акутай был удостоен звания «эмира-тысяцкого».
Две тысячи килингутов по указу Чингисхана находились в прямом подчинении у его младшего брата Тэмугэ-отчигина. Среди килингутов, присоединившихся к Чингисхану, упоминается Куджин. Согласно Рашид ад-Дину, Куджин был «из среды килингутов и дядьев Конкотана».

### Бадай и Кишлих
Бадай и Кишлих были «главами конюших» Экэ-Чэрэна (Еке-Церена), служившего кереитскому правителю Ван-хану (Тоорилу).
После разгрома найманов в 1202 году Чингисхан, желая скрепить союз с Тоорилом, предложил межсемейный брак, но получил отказ от сына Тоорила Нилха-Сангума. Однако позже, когда отношения между монголами и кереитами обострились, Сангум вспомнил про предложение Чингисхана, и, надеясь заманить и убить того, согласился на брак. Ничего не подозревая, Чингисхан отправился к кереитам, но по пути остановился у Мунлика. Тот высказал свои опасения насчёт Сангума, и Чингисхан, выслушав его, повернул назад, отправив к кереитам двух своих нукеров.
После провала своего плана предводители кереитов решили окружить рано утром Чингисхана и схватить его. Решение совета было приказано хранить в строжайшей тайне, однако по возвращении домой Экэ-Чэрэн проболтался об услышанном жене и сыну. Подслушавшие разговор Бадай и Кишлих решили предупредить Чингисхана о готовящемся нападении, за что после разгрома кереитов получили в услужение часть воинов Ван-хана и титулы дарханов — свободных людей. 

«В награду за подвиг Бадая с Кишлыхом пусть будут у них сменной стражей, кешиктенами, Ван-хановы Кереиты, вместе с золотым теремом, в котором жил Ван-хан, с Винницей, утварью и прислугой при них. И пусть Бадай с Кишлыхом, в роды родов их, пользуются свободным дарханством, повелевая своим подданным носить свой сайдак и провозглашать чару на пирах. Во всяком военном деле пусть они пользуются тою военной добычей, какую только нашли!»— Сокровенное сказание монголов. § 187. Перевод С. А. Козина
На курултае 1206 года Бадай и Кишлих были пожалованы Чингисханом в нойоны-тысячники.